# Пяйят-Хяме
Пя́йят-Хя́ме (фин. Päijät-Häme, швед. Päijänne-Tavastland) — область Финляндии.
Граничит с областями Уусимаа, Канта-Хяме, Пирканмаа, Кески-Суоми, Южное Саво, Кюменлааксо и Восточная Уусимаа.
В границах Пяйят-Хяме расположено озеро Весиярви и южная часть озера Пяйянне.

## История
Название Пяйят-Хяме закрепилось в 1950-е годы. До 1997 года бо́льшая часть общин современной области входила в губернию Хяме, кроме расположенных восточнее озера Пяйянне общин Хейнола, Сюсмя и Хартола, входивших в губернию Миккели.
С 1997 года по 2009 год территория области входила в губернию Южная Финляндия.

## Административно-территориальное деление
Область состоит из 12 общин (муниципалитетов):
| 1. Артъярви 2. Асиккала 3. Хартола 4. Хейнола 5. Холлола 6. Хямеэнкоски | 1. Кяркёля 2. Лахти 3. Настола 4. Ориматтила 5. Падасйоки 6. Сюсмя 7. Ийтти | Города и сельские муниципалитеты Пяйят-Хяме |

## Экономика
По ВВП на душу населения в 2017 г. регион занимал 15-е место (из 19 регионов) в Финляндии с показателем 28 368 евро на человека.